# Gypsonoma haimbachiana
Gypsonoma haimbachiana es una especie de polilla del género Gypsonoma, tribu Eucosmini, familia Tortricidae. Fue descrita científicamente por Kearfott en 1907.
La envergadura es de unos 13–17 milímetros. Se distribuye por América del Norte: Estados Unidos.